# شیشه خودتمیزشونده

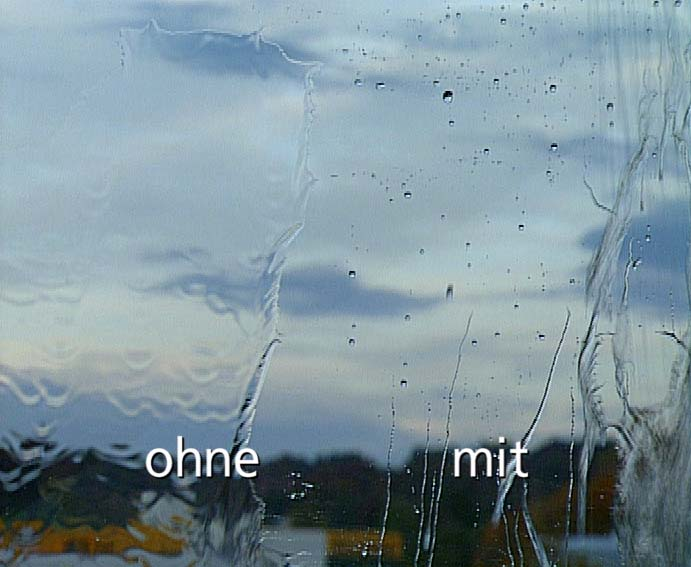
شیشه خودتمیز شونده. تفاوت بین شیشه معمولی و سطح شیشه ای آبگریز

شیشه خودتمیزشونده (به انگلیسی: Self-cleaning glass) یکی از انواع سطوح خود تمیز شونده است و مشخصا به شیشه‌هایی گفته می‌شود که سطح‌شان کثیف نمی شود.
در عمل، تمیز کردن سطوح مصالح ساختمانی مانند شیشه، کاشی و سطوح نما سازی، با مشکلات متعددی توأم است. مسائلی از قبیل مصرف مقادیر زیاد انرژی و مواد شوینده شیمیایی و به تبع آن هزینه‌های زیاد. به منظور درک فرایند خود تمیز شوندگی مصالح یکی ویژگی هیدروفوبیک (آب گریزی) و دیگری ویژگی هیدروفیلیک (آب دوستی) مورد توجه قرار می‌گیرد.
میزان ترشوندگی یک جسم جامد با آب (در سرعتی که محیط فراگیرنده، هوا باشد)، بستگی به ارتباط بین نیروهای کشش بین سطحی (آب و هوا، آب و جسم جامد و هوا و جسم جامد) دارد. نسبت بین این نیروهای کششی است که زاویه تماس قطرات آب با سطح را تعیین می‌کند. زاویه تماس سطوح صفر درجه، به معنای تر شدگی کامل و زاویه تماس صد و هشتاد درجه، به معنای خشک ماندن کامل است.
سطوح آب گریز، دارای قآبلیت ترشوندگی اندک و زاویه تماسی حدود صد درجه هستند از مدتهای مدید شناخته شده‌اند. هرچه زاویه تماس بالاتر برود، قابلیت دگر چسبی سطوح، کمتر خواهد شد و سطح به سمت سطوح آب گریز متمایل می‌شود و برعکس با کاهش زاویه تماس بر قابلیت دگر چسبی افزوده شده و سطح مورد نظر، آب دوست لقب می‌گیرد. اصولاً زاویه تماس برای سطوح آب گریز بیش از نود درجه و برای سطوح آب دوست کمتر از سی درجه است.
روش‌های تمیز کردن که بر اساس کاهش زاویه تماس عمل می‌کنند، از زمان کشف صابون (هزاره سوم پیش از میلاد مسیح) به دنیا معرفی شده است. به طور کلی، مواد شوینده از اثر کشش سطحی آب کاسته و زاویه تماس آب با سطح را کمتر می‌کنند.
برخی از حوزه‌های کاربردی که بشر می‌تواند از سطوحی با چنین ویژگی‌هایی استفاده کند، عبارتند از: شیشه‌های ساختمانی، مصالح نما سازی، درب و بدنه حمام، استخر، سونا، پانل‌های خورشیدی تولید انرژی و گلخانه.